# بیرکس
بیرکس (به آلمانی: Birx) یک شهر در آلمان است که در اشمالکالدن-ماینینگن واقع شده‌است. بیرکس ۱۸۳ نفر جمعیت دارد.